# Gorky Park
Pour plus de détails, voir Fiche technique et Distribution.
Gorky Park est un film américain réalisé par Michael Apted, sorti en 1983.
Il s'agit d'une adaptation du roman du même titre de Martin Cruz Smith.

## Synopsis
Haut responsable de la milice (police) de Moscou, Arkady Renko se trouve chargé d'une affaire complexe de triple homicide : ayant été défigurées, les victimes sont impossibles à identifier. Les corps sont retrouvés dans le parc Gorki, un parc d’attractions de Moscou. Le KGB semble vouloir lui mettre des bâtons dans les roues, voire attenter à sa vie, ainsi que menacer son témoin. Il découvre que des Américains sont mêlés à l'affaire, qui en fait concerne un trafic de zibelines.

## Fiche technique
- Scénario : Dennis Potter d'après le roman homonyme de Martin Cruz Smith
- Durée : 130 min
- Pays :  États-Unis
- Langue : anglais
- Couleur : Technicolor
- Musique : James Horner
- Son : stéréo
- Classification : Canada : 14+ (Ontario) / Islande : 16 / Australie : M / Finlande : K-16 / Norvège : 16 / Suède : 15 / Royaume-Uni : 15 / États-Unis : R / république Fédérale d'Allemagne : 16
- Date de sortie : 15 décembre 1983 ( États-Unis), 22 février 1984 ( France)
- Affiche : Bill Gold (États-Unis)

## Distribution
- William Hurt (VF : Richard Darbois) : Arkady Renko
- Lee Marvin (VF : André Valmy) : Jack Osborne
- Brian Dennehy (VF : Marc de Georgi) : William Kirwill
- Ian Bannen (VF : Philippe Dumat) : Iamskoy
- Joanna Pacuła (VF : Maïk Darah) : Irina Asanova
- Michael Elphick (VF : Pierre Hatet) : Pasha
- Richard Griffiths (VF : Mario Santini) : Anton
- Rikki Fulton (VF : Marc Cassot) : le major Pribluda
- Alexander Knox (VF : René Bériard) : le général
- Alexei Sayle (VF : Jean-Pierre Moulin) : Golodkin
- Ian McDiarmid (VF : Jacques Ferrière) : Prof. Andreev
- Niall O'Brien : l’agent du KGB Rurik
- Henry Woolf : Levin
- Tusse Silberg : Natasha
- Patrick Field : Fet

## Récompenses et distinctions
- Récompensé aux prix Edgar-Allan-Poe de 1984 pour le meilleur (scénario de) film (Best Motion Picture) en faveur de Dennis Potter
- Nommé aux BAFTA Awards de 1985 pour le prix du meilleur second rôle (Best Supporting Actor) en faveur de Michael Elphick
- Nommé aux Golden Globes de 1984 pour la meilleure actrice dans un second rôle (Best Performance by an Actress in a Supporting Role in a Motion Picture) en faveur de Joanna Pacuła